# Rickenbacker Frying Pan
Die Rickenbacker Frying Pan (offizielle Modellbezeichnungen A-22 und A-25, später auch Rickenbacker Electro) ist ein 1932 eingeführtes Lap-Steel-Gitarrenmodell des US-amerikanischen Musikinstrumentenbau-Unternehmens Rickenbacker. Die Frying Pan wird wie alle Hawaii-Gitarren im Sitzen gespielt; das Instrument wird dabei in horizontaler Lage quer auf die Oberschenkel des Spielers gelegt und ausschließlich als Slide-Gitarre gespielt. Bei ihrer Markteinführung war die Frying Pan das erste in Serie hergestellte elektrisch verstärkbare Gitarrenmodell (E-Gitarre). Hals, „Griffbrett“ und Korpus der ersten Serienversion der Gitarre bestehen aus einem einzigen Werkstück aus Aluminiumguss. Ihren zunächst inoffiziellen und später von Rickenbacker übernommenen Modellnamen erhielt sie, da sowohl das Material als auch der Umriss der Gitarre mit Hals und kleinem, kreisrundem Korpus entfernt an eine Bratpfanne (englisch: frying pan) erinnern. Die Rickenbacker Frying Pan wurde bis in die 1950er-Jahre hergestellt.

## Vorgeschichte

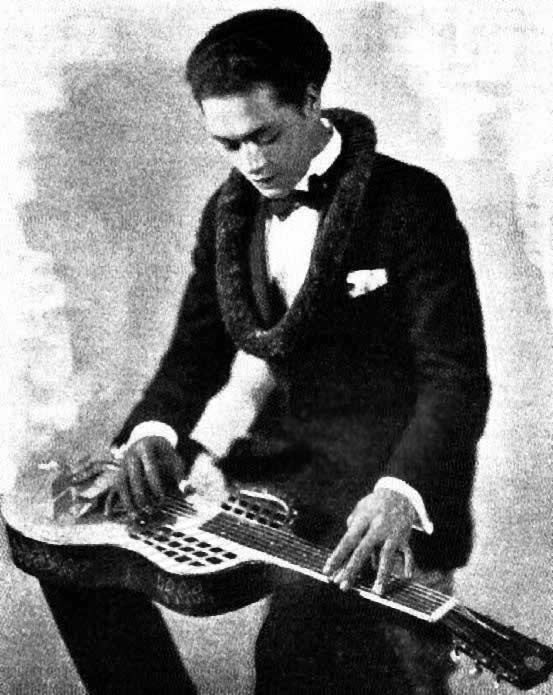
Der hawaiianische Gitarrist Sam Ku West (1907–1930) mit einer Resonator-Lap-Steel

Im Königreich Hawaii war im 19. Jahrhundert die Spieltechnik der Hawaii-Gitarre entwickelt worden. Die Gitarristen der Pazifikinsel benutzten dazu anfänglich Akustikgitarren mit Korpus aus Holz. Sie ersetzten deren Darmsaiten durch solche aus Stahl, stimmten die Saiten auf eine Offene Stimmung und legten die Instrumente zum Spielen im Sitzen flach auf die Oberschenkel (englisch: Lap Steel). Mit der linken Hand glitten die Gitarristen mit einem Metallstab (wie der Rücken einer Messerklinge oder – Joseph Kekuku zugeschrieben – der eines Kamms), bald mit einem stählernen bar (daher auch Steel guitar), am Griffbrett über die Gitarrensaiten und veränderten so deren Tonhöhe, die Finger der rechten Hand zupften die Saiten, meist mit Fingerpicks. Zu Anfang des 20. Jahrhunderts, Hawaii war mittlerweile von den Vereinigten Staaten annektiert worden, wurde Hawaiimusik und besonders die Hawaii-Gitarre in den USA sehr populär; hawaiische Musikgruppen gingen in den Staaten auf Tournee, erste Tonaufnahmen von Hawaiimusik entstanden.
Ein Nachteil dieser Spieltechnik in hawaiischen Bands und in Tonstudios war die geringe Lautstärke der akustischen Gitarre mit ihrem Holzkorpus. Der erste Versuch, diesen Mangel zu beseitigen, bestand in der Entwicklung von Gitarren mit hohlem Hals aus Metall. Doch erst die in den 1920er-Jahren entwickelte Praxis, Gitarren komplett aus Metall zu bauen, erbrachte einen deutlichen Gewinn an Lautstärke. Im Jahr 1927 erfand der US-amerikanische Steel-Gitarrist George Beauchamp gemeinsam mit dem Banjo-Bauer John Dopyera die Resonatorgitarre. Durch die in deren Metallkorpus eingebauten Trichter aus Aluminium wurde die Steel guitar noch lauter. Zeitgleich mit der Entwicklung der Resonatorgitarre hatte Beauchamp nach Möglichkeiten geforscht, die Hawaii-Gitarre elektrisch zu verstärken.

## Die Entwicklung derFrying Pan

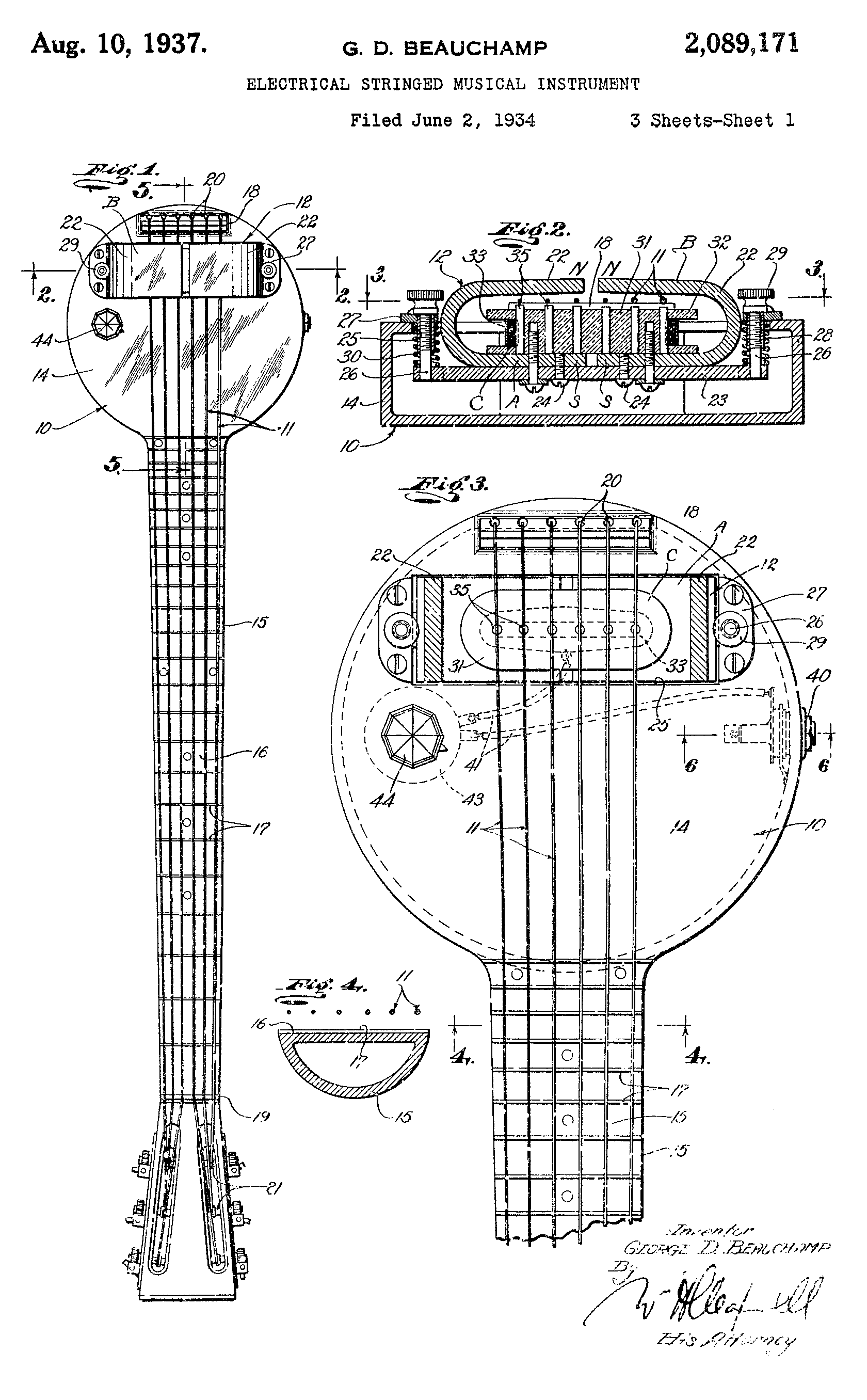
US-Patentzeichnung für die Frying Pan von 1937

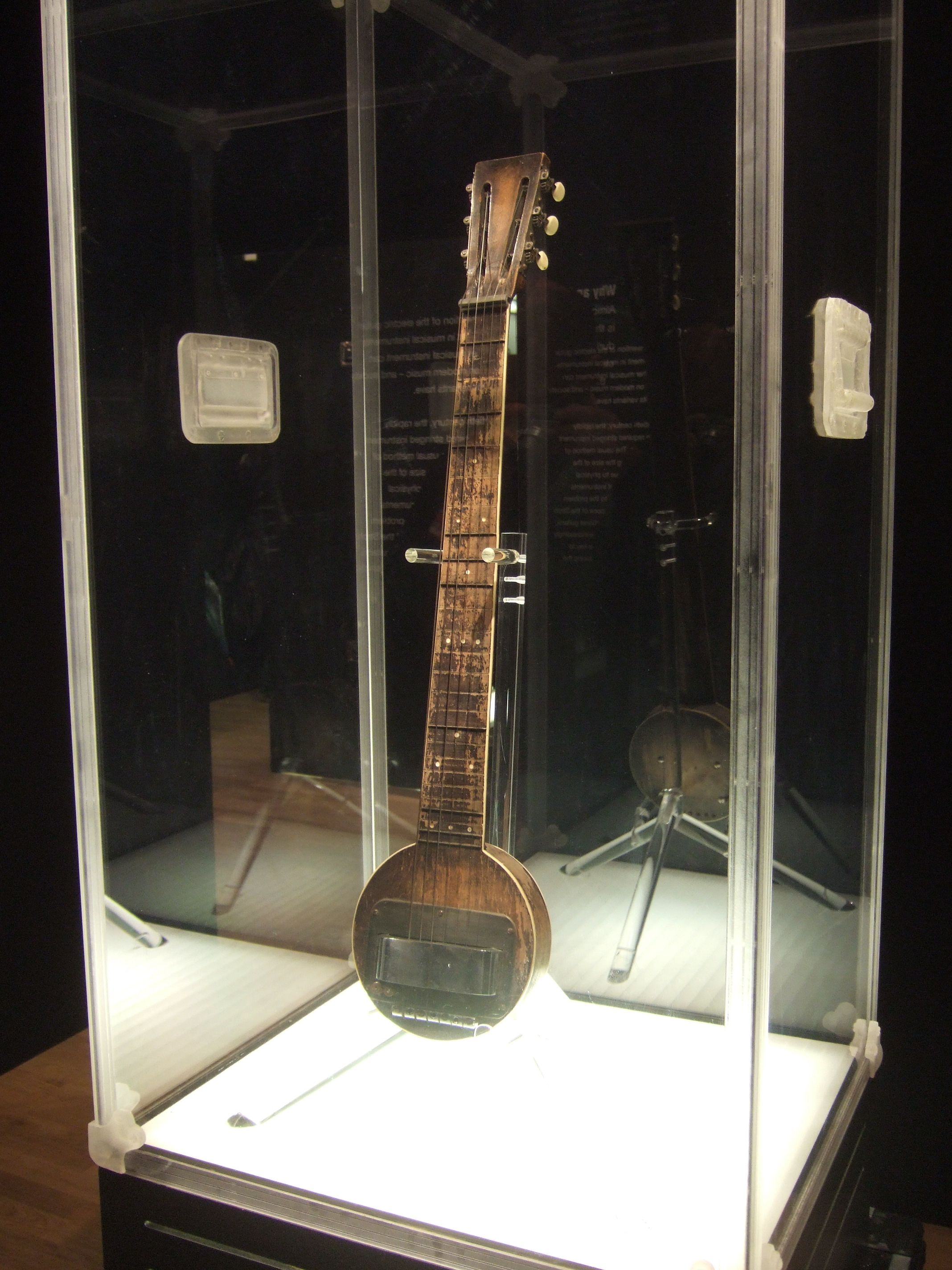
Der Ahornholz-Prototyp der Rickenbacker Frying Pan von 1931 in einer Ausstellungsvitrine

Beauchamp experimentierte seit 1925 mit dem Musikinstrumentenbauer Paul Barth beim Gitarrenbau-Unternehmen National Guitars in Los Angeles mit den Möglichkeiten der elektrischen Verstärkung. Etwa Mitte des Jahres 1931 hatten sie den ersten einsatzfähigen Prototyp eines elektromagnetischen Tonabnehmers fertiggestellt. Ein weiterer Angestellter der Firma National, Harry Watson, baute aus einem einzelnen Stück Ahornholz eine Lap-Steel-Gitarre, auf der der Prototyp getestet werden konnte. Aufgrund der Verwendung zweier Hufeisenmagnete für den Tonabnehmer bekam dieser den Spitznamen „Horseshoe pickup“.
Ebenfalls Mitte der 1920er-Jahre hatte Adolph Rickenbacher, ein in der Schweiz geborener US-Amerikaner, in seiner Firma Rickenbacker Manufacturing Company in Los Angeles ein Verfahren entwickelt, mit dem sich Bauteile für Gitarren unkompliziert aus Metall und Kunststoff ausstanzen ließen. Nachdem Rickenbacker George Beauchamp kennengelernt hatte, wurde der größte Abnehmer für die von Rickenbacker hergestellten Bauteile die Firma National.
Auf Initiative von Beauchamp bekamen die weiteren Prototypen des Instruments einen Korpus und einen Hals aus Aluminium; die Bauteile dafür lieferte Rickenbacker. Diese Vorserienmodelle trugen zunächst die Bezeichnung Electro Hawaiian und die Katalognummern A-22 und A-25.
Gegen Ende des Jahres 1931 gründeten Rickenbacker, Beauchamp und Barth gemeinsam die Firma Ro-Pat-In, um ihre elektrische Lap-Steel-Gitarre in Serie herzustellen und zu vermarkten. Die Serienfertigung der Electro Hawaiian begann Mitte des Jahres 1932, Beauchamp und Barth waren mittlerweile nicht mehr für National tätig.
Die ersten Modelle der Frying Pan kosteten inklusive elektrischem Gitarrenverstärker 175 US $. Im ersten Produktionsjahr konnte Ro-Pat-In lediglich 13 Exemplare absetzen, im Folgejahr bereits 95 Instrumente. 1935 konnte die Firma, die mittlerweile in Electro String Instruments umbenannt worden war, über 1.200 Stück der nun als Rickenbacker Electro bezeichneten Lap-Steel-Gitarre absetzen. Neben dem Modell aus Metall brachte Rickenbacker eine Variante der Frying Pan mit Korpus und Hals aus Bakelit und angeschraubtem Hals heraus, das ebenfalls ein Markterfolg wurde. Der Schriftzug auf der Kopfplatte der Instrumente wurde zu Rickenbacker (vereinzelt auch zu Rickenbacher) verkürzt.
Im Jahr 1934 reichte George Beauchamp beim US-Patentamt einen Patentantrag für die Frying Pan ein. Obwohl sich das Instrument bereits auf dem Markt befand und sich seit zwei Jahren mit zunehmendem Erfolg verkaufte, bezweifelte das Amt, dass solch ein Gerät überhaupt als Musikinstrument verwendbar war. Um dies zu beweisen, ließ Adolph Rickenbacker mehrere Gitarristen das Instrument im Patentamt in Washington, D.C. vorführen. Das Patent für die Frying Pan wurde schließlich im August 1937 erteilt.